# 還曆土俵入

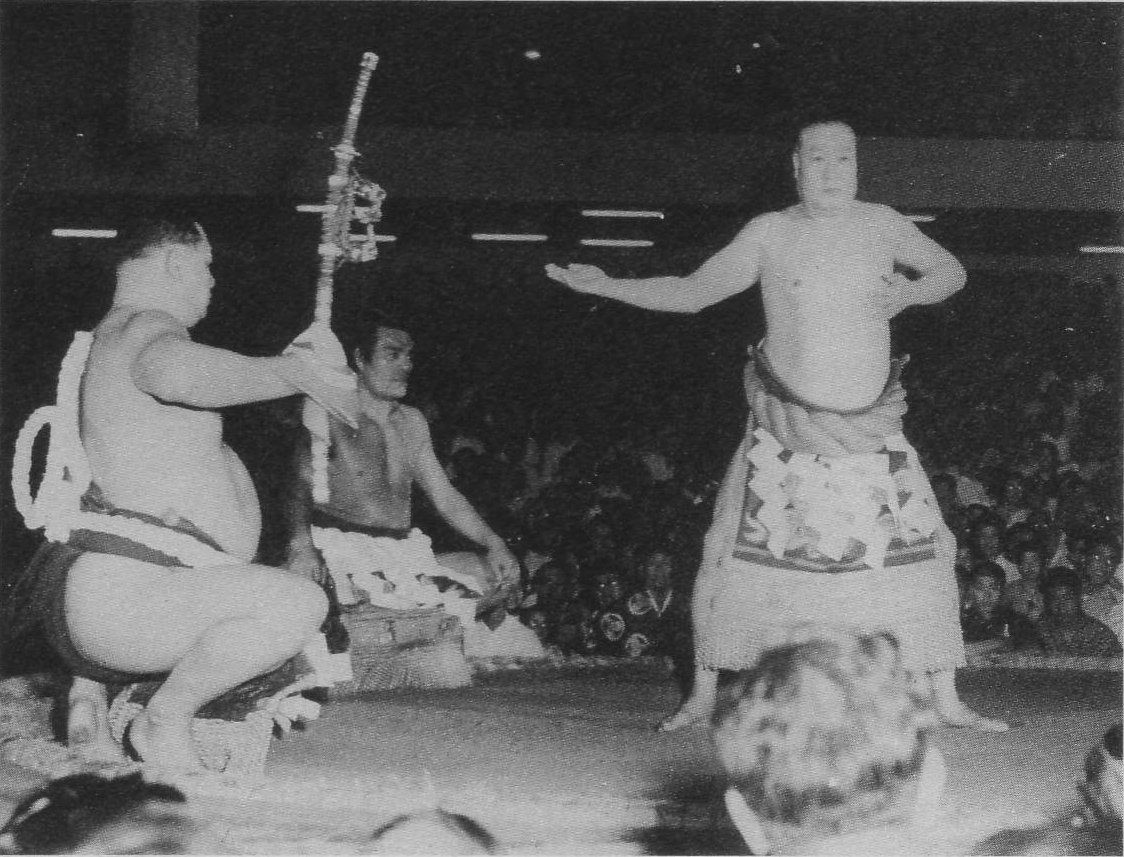
時任日本相撲協會理事長的第31代橫綱常乃花寬市於1956年在藏前國技館舉行還曆土俵入儀式

還曆入土俵（日语：／ Kanreki dohyō-iri */?），是相撲退役橫綱慶祝還曆（60歲生日）的儀式。
如果他是年寄（相撲部屋的掌門人），儀式通常在東京的主要相撲廳兩國國技館舉行。如果已退休，則在其它地方舉行。退役橫綱會穿戴稱為「赤綱」之紅色腰帶進入土俵，並由兩位橫綱級別力士或是同部屋的力士陪同，分別擔任太刀持（太刀持ち）和露拂（露払い），完成入土俵儀式。
2015年，第58代橫綱千代之富士貢舉辦還曆儀式，除了赤色的綱，亦用上了紅色紙垂，因他是第十位舉辦還曆儀式的橫綱。
最近一次的還曆土俵入是在2023年9月2日，為時任日本相撲協會理事長北勝海信芳舉行，由弟子北勝富士出任露拂，隱岐之海出任太刀持。再之前一次是在2021年，為旭富士正也舉行，日馬富士擔任太刀持，安治川親方（安美錦）擔任露拂；此次儀式由於COVID-19疫情而拖延了一年多，實際上旭富士此時已經61歲。